# Daisuke Ohata

a Compétitions nationales et continentales officielles uniquement.

b Matchs officiels uniquement.
Daisuke Ohata (大畑大介, Ōhata Daisuke), né le 11 novembre 1975 à Osaka (Japon), est un joueur international japonais de rugby à XV évoluant au poste d'ailier ou de centre.
Il détient le record mondial du nombre d'essai avec 69. Il est également international en rugby à sept.

## Biographie
Il joue l'essentiel de sa carrière pour les Kobe Steel Kobelco Steelers dans la Top League japonaise. Il a une grande réputation comme joueur de rugby à sept pour sa grande pointe de vitesse, sur le circuit IRB Sevens.
En 2002 l'ASM Clermont Auvergne l'engage mais, connaissant le mal du pays, il retourne au Japon en ayant disputé seulement deux rencontres en coupe de la Ligue.
Régulièrement sélectionné en équipe du Japon de rugby à XV, il devient le détenteur du record mondial d'essai, dépossédant l'australien David Campese en inscrivant trois essais en mai 2006 contre la Géorgie, portant ensuite ce record à 69. Il lui est impossible de participer à la coupe du monde 2007 à une rupture du tendon d'Achille lors d'un match de préparation contre l'équipe du Portugal.
En janvier 2011, une blessure au genou l'oblige à prendre sa retraite à la fin de la saison.

## Palmarès
Daisuke Ohata obtient 58 capes pour le Japon, dont 55 en tant que titulaire, entre le 9 novembre 1996 contre la Corée du Sud et le 25 novembre 2006 contre le même adversaire. Il inscrit 345 points, 69 essais, détenant le record mondial d'essai.
Il participe à deux éditions de la Coupe du monde, disputant un total de sept rencontres. En 1999, il dispute trois rencontres, contre les Samoa, le pays de Galles et l'Argentine. Quatre ans plus tard, en 2003, il joue contre l'Écosse, la France, les Fidji et les États-Unis. Il inscrit quinze points, un contre les Gallois en 1999, un contre les Français et les Américains en 2003.
En 2016 Daisuke Ohata devient le premier joueur de Rugby à XV asiatique à entrer au Hall of Fame du World Rugby.